# Куровски, Агнес фон
Агнес фон Куровски Стэнфилд (англ. Agnes von Kurowski Stanfield; 5 января 1892, Филадельфия, Пенсильвания — 25 сентября 1984) — американская медсестра, предположительно послужившая прообразом для Кэтрин Баркли в романе Эрнеста Хемингуэя «Прощай, оружие!».
Куровски работала медсестрой в госпитале Американского Красного Креста в Милане во время Первой мировой войны. Одним из её пациентов был Хемингуэй, который влюбился в неё. После войны Хемингуэй вернулся в Соединённые Штаты и рассчитывал, что Куровски скоро приедет к нему и они поженятся. Но вместо этого он получил от неё письмо с объявлением о разрыве. Хотя Куровски в конечном итоге вернулась в Соединённые Штаты, они никогда больше не встречались.
Агнес фон Куровски была замужем дважды. В первый раз она вышла замуж за Ховарда Престона («Пит») Гарнера 24 ноября 1928 года, когда работала в Красном Кресте на Гаити. После того, как её "гаитянские обязанности" были завершены, они быстро развелись. Она вышла замуж во второй раз за Уильяма Стэнфилда в 1934 году. Стэнфилд был менеджером отеля и вдовцом с тремя детьми.
Во время Второй мировой войны её муж и пасынок служили в ВМС США. Агнес с двумя падчерицами уехала в Нью-Йорк, где работала в банке крови Красного Креста на Пятой авеню. Она оставалась замужем за Стэнфилдом до своей смерти в Галфпорте, Флорида, 25 ноября 1984 года в возрасте девяноста двух лет. Причина её смерти не сообщалась; тело было похоронено на "Национальном кладбище американских солдат и лётчиков" в Вашингтоне, округ Колумбия. Она была удостоена награды за «доблестную и похвальную службу» Американского Красного Креста во время Первой мировой войны.